# تاكويا هوندا
تاكويا هوندا (本田 拓也) ولد في 17 أبريل 1985م في ساغاميهارا، كاناغاوا، اليابان. لاعب كرة قدم ياباني يلعب لصالح شيميزو إس-بولس في الدوري الياباني لكرة القدم.

## روابط خارجية
- تاكويا هوندا على موقع الاتحاد الدولي (مؤرشف)  (الإنجليزية)
- تاكويا هوندا على موقع رابطة كرة القدم اليابانية للمحترفين (اليابانية)
- تاكويا هوندا على موقع قاعدة بيانات كرة القدم.إي يو (الإنجليزية)
- تاكويا هوندا على موقع ناشيونال فوتبول تيمز (الإنجليزية)
- تاكويا هوندا على موقع Soccerway.com (الإنجليزية)
- تاكويا هوندا على موقع عالم كرة القدم.نت (الإنجليزية)
- تاكويا هوندا على موقع أوليمبيديا (الإنجليزية)